# 최재은
최재은(1961년 8월 24일~)은 삼미 슈퍼스타즈, 청보 핀토스에서 뛰었던 전 야구선수다. 청원고등학교 졸업 후 1985년 삼미 슈퍼스타즈에 지명받아 입단했으며 통산 2경기 2타수 무안타 2삼진을 기록한 뒤 은퇴했다.